# Konzert für zwei Klaviere (Poulenc)
Das Konzert für zwei Klaviere d-Moll, FP 61 ist ein Klavierkonzert des französischen Komponisten Francis Poulenc.

Claude Monet: Palazzo Contarini (1908)

## Entstehung
Das Konzert für zwei Klaviere entstand 1932 im Auftrag von Poulencs Mäzenin Winnaretta Singer in Venedig in ihrem Palazzo Contarini Polignac. Es gilt als eines der letzten Werke der frühen Kompositionsphase Poulencs. Vorbild in der Konzeption des Werkes war laut Poulenc Ravels Klavierkonzert in G-Dur, welches kurz zuvor uraufgeführt wurde. Des Weiteren stellt das Konzert eine Hommage an Wolfgang Amadeus Mozart dar, den Mittelsatz bezeichnete Poulenc gar als „poetisches Spiel mit dem Portrait Mozarts“.

## Zur Musik

### 1. Satz: Allegro ma non troppo
Der Satz beginnt mit einem lauten Tuttischlag des ganzen Orchesters, gefolgt von einer virtuosen Wendung der Klaviere. Auf weiteren pochenden Akkorden des Orchesters entwickeln sich schnelle Tonleitern und Oktavskalen. Es folgt der Vortrag des schnellen Hauptthemas durch beide Soloklaviere, wobei das zweite Klavier hier begleitende Funktion übernimmt. Das Orchester übernimmt und setzt das Thema fort. Ein sehr einfaches, an Dmitri Schostakowitsch erinnerndes Motiv folgt, es wirkt ein wenig wie die Melodie eines Kinderliedes. Der Satzbeginn ist von großer Bewegtheit und hohem Tempo geprägt, was zu einem gewissen atemlosen Höreindruck führt. Eine längere ruhige Phase wird durch ein lyrischeres Thema im Klavier eingeläutet. Beide Soloinstrumente verarbeiten dieses zweite Thema in der Folge. Das Kinderlied-Motiv taucht wieder auf und beschleunigt das Geschehen. Ein weiterer Charakterwechsel folgt bald, da die Klaviere  piano einen geheimnisvollen Untergrund (an balinesischen Gamelan erinnernd) spielen und die Flöte eine einfache, elegische Melodie darauf intoniert. In dieser Stimmung endet der erste Satz.

### 2. Satz: Larghetto
Das Larghetto in B-Dur beginnt mit einer einfachen und Mozart sowohl parodierenden, als auch zum Vorbild nehmenden, Melodie. Sie wurde vom Mittelsatz des 20. Klavierkonzerts d-Moll KV 466 Mozarts angeregt. Die Klaviere verarbeiten das Thema, nachdem es ausgiebig vorgestellt wurde, mit einem Anstieg von Dynamik und Tempo. Nach einer kurzen Wiederholung des ersten Teils verklingt der Satz piano.

### 3. Satz: Finale – Allegro molto
Das Finale beginnt mit einigen Forte-Akkorden im Orchester, unterstützt vom Schlagzeug. Eine aus Doppelschlägen bestehende schnelle Melodie wird anschließend in den Klavieren vorgestellt. Das sich entwickelnde Hauptthema ist von tänzerischem und mitreißenden Schwung. Die Weiterführung des Themas geschieht auf elegante Weise im Wechselspiel zwischen Orchester und Klavieren. Das tänzerische Hauptthema taucht wie ein Rondothema immer wieder auf. Ein schwelgerischer und dynamisch ansteigender Mittelteil nimmt die Melodie ebenfalls auf, die hier jedoch nur in einem Klavier erscheint. Mit einem Zitat des Konzertbeginns endet das Werk auf gleiche Weise wie später sein Orgelkonzert.

## Wirkung
Die Uraufführung des Konzertes fand am 5. September 1932 in Venedig statt. Poulenc und sein Jugendfreund Jacques Février übernahmen den Solopart. Das Werk wurde zu einem großen Erfolg für den Komponisten und gilt heute als eines seiner besten Werke. Deshalb wird es auch heute noch gerne aufgeführt. Es gehört heute neben den entsprechenden Werken Mozarts und Mendelssohns zu den Standardkonzerten für zwei Klaviere.